# Worthy is the Lamb that was slain

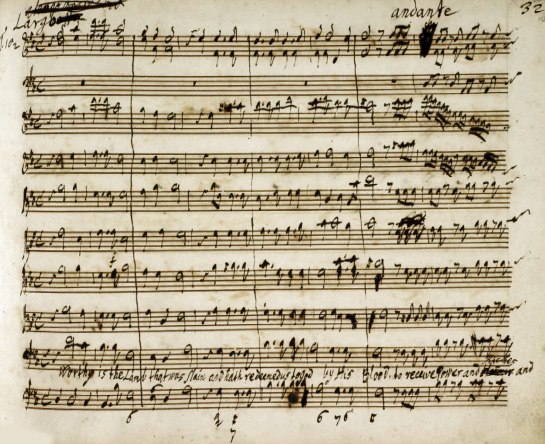
Partitura autógrafa de Händel para la pieza Worthy is the lamb that was slain.

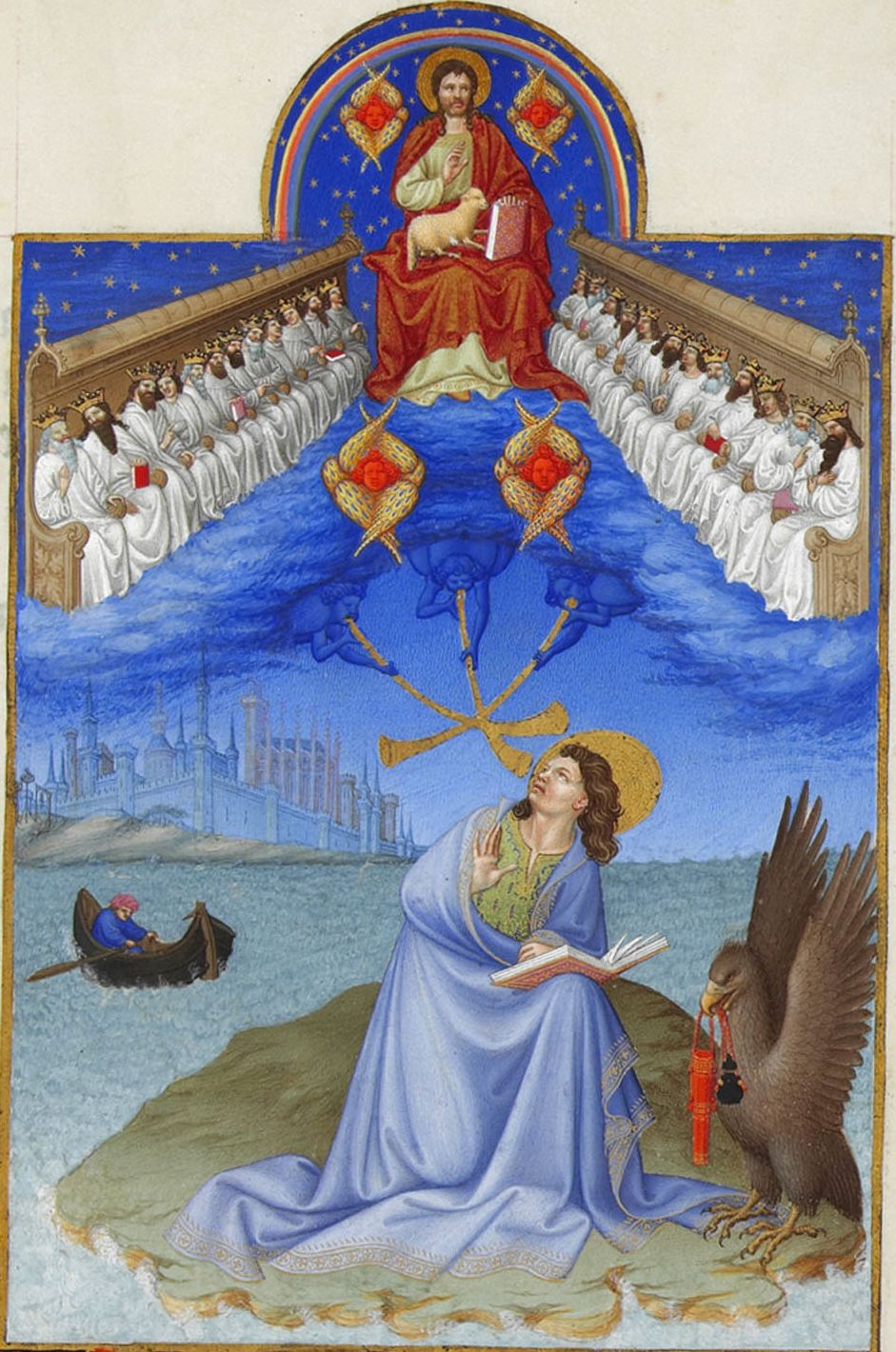
El trono de Dios, el Cordero y los ancianos con san Juan Evangelista, miniatura de los Hermanos Limbourg que ilustra la parte del Apocalipsis de la que trata la obra.

Worthy is the Lamb that was slain (en español, Digno es el Cordero que fue sacrificado) es el título de una composición musical, que constituye la última de las secciones de las que se compone el oratorio El Mesías, obra cumbre del músico barroco Georg Friedrich Händel.
Está escrita para orquesta y coro de cuatro voces. En realidad, la pieza se compone de dos partes bien diferenciadas que, no obstante, mantienen coherencia estilística y argumental entre ellas y se interpretan usualmente sin interrupción: la primera empieza con las palabras Worthy is the Lamb that was slain, y la segunda es el Amen, con el que se cierra el pasaje y se concluye todo el oratorio.
La última de las varias partes de las que se compone El Mesías trata sobre la culminación de la historia de la salvación y la llegada del Reino de Dios y su triunfo sobre el mal. Los textos se basan en los últimos libros del Nuevo Testamento. Esta composición, en concreto, está basada en el libro del Apocalipsis, cuyos pasajes 5:11-14 dicen:
Y miré, y oí la voz de muchos ángeles alrededor del trono, y de los seres vivientes, y de los ancianos; y su número era millones de millones, que decían a gran voz: El Cordero que fue inmolado es digno de tomar el poder, las riquezas, la sabiduría, la fortaleza, la honra, la gloria y la alabanza. Y a todo lo creado que está en el cielo, y sobre la tierra, y debajo de la tierra, y en el mar, y a todas las cosas que en ellos hay, oí decir: Al que está sentado en el trono, y al Cordero, sea la alabanza, la honra, la gloria y el poder, por los siglos de los siglos. Los cuatro seres vivientes decían: Amén; y los veinticuatro ancianos se postraron sobre sus rostros y adoraron al que vive por los siglos de los siglos.
El libretista de la obra, Charles Jennens, simplificó los textos bíblicos para que fueran más fáciles de interpretar. Sin embargo, la complejidad técnica de todo el oratorio es notable. Händel fusiona en sus obras diversas tendencias musicales vigentes en la época, como la tradición contrapuntística alemana, el estilo operístico procedente de Italia y su propio gusto, más tendente a la homofonía que triunfará posteriormente con el Clasicismo, y que hará de él uno de los compositores más admirados por figuras como Beethoven. Estas influencias diversas se observan en la obra que tratamos, pues conviven en ella la complicación y robustez características de la música barroca con una claridad estructural y un interés por la melodía muy propios de la producción de Händel.
Como se ha señalado más arriba, la obra se divide en dos partes, Worthy is the Lamb that was slain, es decir, las aclamaciones de los ancianos del Apocalipsis a Dios, y el Amén que, además de corresponder en el texto bíblico, sirve de oportuno cierre a todo el oratorio, tal y como correspondería a una oración o un acto litúrgico. Ambas partes, concebidas como obras diferentes, están a la vez unidas musical y formalmente.
Worthy is the Lamb that was slain comienza con un potente unísono de todas las voces y la orquesta, que interpretan la misma melodía en estilo homofónico. Esta sección se repite una vez casi sin variaciones, y da paso a una parte en forma de fuga, que comienzan los bajos y tenores, a los que se añaden sucesivamente las diferentes voces, que culminan esta parte al unísono.
El Amén se inicia con un solo de los bajos, a los que se añaden las otras voces en forma fugada. Tras dos solos de la orquesta intercalados con el coro, ambas partes, orquesta y voces, se unen hasta el final, que recuerda por su rotunda sonoridad al célebre Aleluya.